# Mario Party 10
Mario Party 10 is een partyspel voor de Wii U dat is uitgebracht in maart 2015. Het is de tiende versie van de Mario Party-spelreeks en tevens de eerste Mario Party voor de Wii U. Mario Party 10 is bedacht en wordt uitgegeven door Nintendo.
De werking van het spel komt overeen met de vorige delen. Echter kent Mario Party 10 twee nieuwe spelmodi: Bowser Party en Amiibo Party. Bowser Party kan men met vijf personen of alleen spelen. Echter gebruikt de eerste persoon de Wii U-gamepad en speelt Bowser. Voor Amiibo Party kan men met een amiibopersonage spelen.
Een groot deel van het spel kan echter alleen gespeeld worden met de Wii-afstandsbediening of Wii MotionPlus. Alleen Bowser Party, Bowsers Hartenjacht en Kristalkist kunnen met de Wii U-gamepad gespeeld worden.